# 馬查拉縣
3°16′S 79°58′W / 3.267°S 79.967°W
馬查拉縣（西班牙語：Cantón Machala），是厄瓜多爾的縣份，位於該國南部，由埃爾奧羅省負責管轄，始建於1824年6月24日，面積338平方公里，海拔高度80米，2010年普查人口總數為245,972人，人口密度每平方公里727.73人。